# Правая Сученьга
Правая Сученьга — река в России, протекает по Великоустюгскому и Нюксенскому районам Вологодской области. Устье реки находится в 110 км от устья Сухоны по правому берегу. Длина реки составляет 34 км. В 9 км от устья по левому берегу принимает реку Сивеж, а в 10 км по правому берегу — реку Урус.

## Течение
Исток Правой Сученьги находится на Галичской возвышенности в 18 км к юго-востоку от посёлка Леваш близ точки, где сходятся территории трёх районов — Великоустюгского, Нюксенского и Кичменгско-Городецкого. Первые километры река течёт по территории Великоустюгского района, остальное расстояние преодолевает по Нюксенскому району. Около истока Правой Сученьги проходит водораздел, реки берущие исток поблизости, но текущие на юг, относятся к бассейну с бассейном Кичменьги и Юга.
Правая Сученьга течёт по ненаселённой лесной местности на северо-запад. Крупнейшие притоки: Рыбница (левый), Лочвеж (правый), Урус (правый) и Сивеж (левый).
Правая Сученьга впадает в Сухону по правому берегу в пяти километрах ниже деревни Вострое (центра Востровского сельского поселения) и в 500 метрах выше впадения по левому берегу Левой Сученьги.

## Данные водного реестра
По данным государственного водного реестра России относится к Двинско-Печорскому бассейновому округу, водохозяйственный участок реки — Северная Двина от начала реки до впадения реки Вычегда, без рек Юг и Сухона (от истока до Кубенского гидроузла), речной подбассейн реки — Сухона. Речной бассейн реки — Северная Двина.
Код объекта в государственном водном реестре — 03020100312103000009418.